# Allier, Hautes-Pyrénées
Allier är en kommun i departementet Hautes-Pyrénées i regionen Occitanien i sydvästra Frankrike. Kommunen ligger i kantonen Séméac som tillhör arrondissementet Tarbes. År 2022 hade Allier 441 invånare.

## Befolkningsutveckling
Antalet invånare i kommunen Allier
| Referens: INSEE |